# Aminata Maïga Ka
Pour les articles homonymes, voir Maïga et Ka (homonymie).
Rokhaya Aminata Maïga Ka est une femme de lettres sénégalaise, née le 11 janvier 1940 à Saint-Louis (Sénégal) et décédée le 9 novembre 2005 à Grand Yoff.

## Biographie
Née en 1940 d’un père songhaï qui était médecin et d’une mère peule, dans une famille musulmane, Aminata Maïga Ka parle le français, le peul, le wolof et le bambara. Après des études primaires et secondaires à Thiès, elle poursuit sa scolarité à Grenoble en France, puis à l’Université de Dakar où elle obtient une maîtrise d’anglais. Elle débute ensuite une carrière d’enseignante puis une carrière administrative à la Commission nationale pour l’Unesco puis au Ministère de l’éducation nationale et au Secrétariat d’État à la condition féminine. Elle occupe également le poste de conseiller culturel à l’ambassade du Sénégal à Rome et de représentant adjoint à la FAO et au Programme alimentaire mondial entre  1992 et 1995.
Militante au Parti socialiste sénégalais, Aminata Maïga Ka a été vice-présidente de l’association des écrivains du Sénégal.

## Œuvres
- 1985 : La Voie du Salut, suivi de Miroir de la Vie[1], Présence  africaine.
- 1989 : En votre nom et au mien[2], NEA.
- 1998 : Brisures de vies[3], Xamal.